# Photinus van Nicomedea
Photinus van Nicomedea (overleden in 288) wordt als heilige en martelaar vereerd binnen de Grieks-orthodoxe kerkgemeenschap en herdacht op 12 augustus. Photius of Photinus van Marmora uit Nicomedia in Klein-Azië was gezien zijn naam vermoedelijk van Griekse afkomst. (In het Grieks betekent Φωτεινός of foteinos, uitgesproken als fotinos, 'brenger van licht' of 'brenger van verlichting').

## Levensloop
Photinus en zijn broer of oom Anicetus waren artsen die tijdens de regering van keizer Diocletianus (242-316) zonder een honorarium te vragen zieken verzorgden en over bijzondere helende gaven zouden hebben beschikt. 
Zij en een groep verder naamloze christenen werden vanwege hun geloofsovertuiging gemarteld en na een gevangenschap uiteindelijk levend verbrand. De lichamen van Photinus en Anicetus bleven, zo vertelt de legende, ongedeerd ondanks de martelingen en de vlammen. Vanwege dit wonder werden zij later heilig verklaard. Ter ere van beide martelaren werd op het eiland Daphnos in de Egeïsche Zee een kerk gebouwd. Daar worden de relikwieën van Photinus en Anicetus van Nicomedea bewaard.

## Naamgenoot
De martelaar Photinus van Nicomedea wordt ook Photinos genoemd en dient niet verward te worden met naamgenoten die in het Westen beter bekend zijn geworden onder hun geaccultureerde namen, te weten Photinus van Lyon (Photin de Lyon), die heilig werd verklaard na zijn martelaarsdood of met bisschop Photinus van Sirmium (Fotini di Sirmio).